# Peeping Tom (gruppo musicale)
Peeping Tom è stato un progetto musicale di Mike Patton (ex Faith No More) in collaborazione con numerosi artisti quali Massive Attack, Amon Tobin, Jel, Bebel Gilberto, Kid Koala, Doseone, Norah Jones, Dub Trio, Imani Coppola e altri.

## Storia
Il progetto, nato nel 2000 e più volte interrotto a causa degli impegni e delle collaborazioni esterne di Mike Patton, ha prodotto un omonimo album pubblicato dalla Ipecac Recordings il 30 maggio 2006. L'album ha debuttato alla posizione 103 della classifica Billboard 200, grazie alla vendita di circa 10 000 copie nella prima settimana di pubblicazione. Nel corso dei sei anni di attività del progetto sono state incise altre registrazioni che potrebbero in futuro portare alla pubblicazione di un secondo ed eventualmente un terzo album. Sempre nel 2006 è stato pubblicato l'EP Mojo Exclusive che comprende anche una traccia non presente nell'album, Preschool, mentre nel 2007 è stato pubblicato il singolo We're Not Alone. Per la promozione dell'album, oltre alla partecipazione a diversi festival, i Peeping Tom hanno fatto da supporto agli Who per sette date negli Stati Uniti nel settembre 2006.
Il 25 ottobre 2023 l'etichetta discografica Ipecac Recordings ha annunciato su X l'uscita di un nuovo singolo il 27 ottobre, affiancato dalla riedizione in vinile del primo album. Quel singolo si rilevò essere Pre-School Love Affair.

## Discografia

### Album in studio
- Peeping Tom - 2006

### Singoli
- We're Not Alone - 2007
- Pre-School Love Affair - 2023